# Pauline Landron
Pauline Landron (* 7. April 1999) ist eine französische Triathletin. Sie ist Junioren-Europameisterin auf der Triathlon-Sprintdistanz (2018).

## Werdegang
Pauline Landron wurde im Juni 2015 und erneut 2016 Vize-Staatsmeisterin Triathlon bei den Juniorinnen.
Im April 2018 wurde sie auch nationale Junioren Staatsmeisterin Duathlon und im Juni dann Junioren Staatsmeisterin Triathlon.
Im Juli 2018 wurde die damals 19-Jährige in Estland Junioren-Europameisterin auf der Triathlon-Sprintdistanz (750 m Schwimmen, 20 km Radfahren und 5 km Laufen). Im September wurde sie Vierte bei der Junioren-Weltmeisterschaft in Australien.
Im September 2019 wurde sie in Spanien hinter der Deutschen Lisa Tertsch Zweite bei der U23-Europameisterschaft Triathlon.
Pauline Landron lebt in Versailles.

## Sportliche Erfolge
| Datum/Jahr    | Rang | Wettbewerb                                                       | Austragungsort | Zeit     | Bemerkung                                      |
| ------------- | ---- | ---------------------------------------------------------------- | -------------- | -------- | ---------------------------------------------- |
| 15. Mai 2021  | 24   | ETU Europe Triathlon Cup                                         | Caorle         | 01:01:57 | hinter Lena Meißner                            |
| 14. Sep. 2019 | 2    | ETU Triathlon European Championship U23                          | Valencia       | 00:58:02 | U23-Europameisterschaft                        |
| 14. Sep. 2018 | 4    | ITU Triathlon World Championship Junior Women                    | Gold Coast     | 00:59:46 | Junioren-Weltmeisterschaft                     |
| 20. Juli 2018 | 1    | ETU Sprint Distance Triathlon European Championship Junior Women | Tartu          | 01:00:25 | Junioren-Europameisterin auf der Sprintdistanz |
| 25. März 2018 | 1    | ETU Triathlon European Cup Junior Women                          | Quarteira      | 01:05:25 |                                                |
| 2016          | 2    | FRA Triathlon National Championship Junior Women                 | Frankreich     |          | Junioren-Vize-Staatsmeisterin Triathlon        |
| 7. Juni 2015  | 2    | FRA Triathlon National Championship Junior Women                 | Le Mans        |          | Junioren-Vize-Staatsmeisterin Triathlon        |

| Datum/Jahr    | Rang | Wettbewerb                                       | Austragungsort | Zeit | Bemerkung                                                   |
| ------------- | ---- | ------------------------------------------------ | -------------- | ---- | ----------------------------------------------------------- |
| 16. Juli 2016 | 2    | FRA Aquathlon National Championship Junior Women | Les Herbiers   |      | Junioren-Vize-Staatsmeisterin Aquathlon; hinter Célia Merle |

| Datum/Jahr    | Rang | Wettbewerb                                      | Austragungsort | Zeit     | Bemerkung                                        |
| ------------- | ---- | ----------------------------------------------- | -------------- | -------- | ------------------------------------------------ |
| 15. Apr. 2018 | 1    | FRA Duathlon National Championship Junior Women | Frankreich     | 01:01:10 | Junioren-Staatsmeisterin Duathlon                |
| 2016          | 3    | FRA Duathlon National Championship Junior Women | Frankreich     |          | Junioren-Staatsmeisterschaft Duathlon (cadettes) |

(DNF – Did Not Finish)